# 古索駅

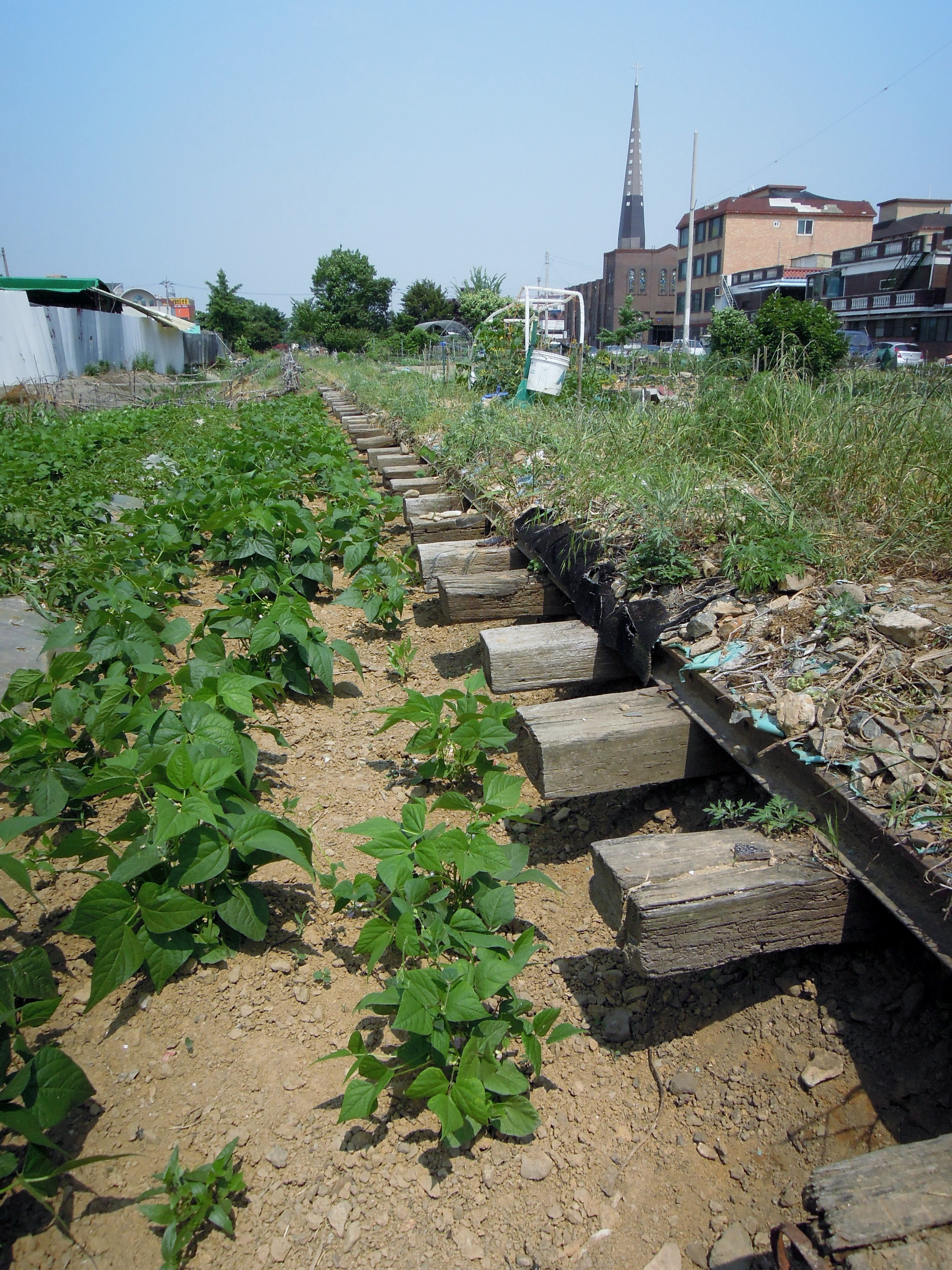
旧駅跡（2011年6月）

古索駅（コセクえき）は大韓民国京畿道水原市古索洞にある水仁・盆唐線の鉄道駅である。

## 歴史
- 1937年8月5日 - 停車場として営業開始[1]。
- 1969年8月1日 - 無人化[2]。
- 1974年8月15日 - 廃止[3]。
- 2020年9月12日 - 水仁線漢大前駅〜水原駅間の首都圏電鉄開業に伴い再開業。

## 参考資料
1. ↑  朝鮮総督府官報彙報私設鉄道運輸営業開始(1937.08.06)
2. ↑  大韓民国官報鉄道庁告示第128号(1969.07.09)
3. ↑  大韓民国官報鉄道庁告示第37号(1974.08.12)